# Chorley
Chorley er en by i Chorley-distriktet, Lancashire, England, med 38.420(2016) indbyggere. Distriktet har et befolkningstal på 107.155 (pr. 2011). Byen ligger 294 km fra London.